# Estrellín
Estrellín (en asturiano y oficialmente: L’Estrellín) es una casería que pertenece a la parroquia de Valliniello en el concejo de Avilés (Principado de Asturias). Se encuentra a 54 m s. n. m. y está situado a 4,20 km de la capital del concejo, Avilés. 

## Población
Está despoblado desde 2001 y, por tanto, en 2020 contaba con una población de 0 habitantes (INE 2020) y 2 viviendas.